# Żywoty świętych (Skarga)
Żywoty świętych starego i nowego zakonu – legendarz, utwór hagiograficzny (z elementami kaznodziejstwa i postyllografii) napisany przez polskiego jezuitę Piotra Skargę w 1577 roku (wydany dwa lata później w 1579) w języku polskim. Cieszyły się ogromną poczytnością i uznaniem niezmiennie od chwili wydania aż do połowy XX wieku. Prawdopodobnie jest to najpopularniejsza (w przeliczeniu na procentowy udział ludności zalfabetyzowanej w społeczeństwie) polska książka wszech czasów. Autor zadedykował ją ówczesnej królowej Polski, Annie Jagiellonce.
Utwór wydany był w dwóch tomach liczących ponad tysiąc stron. Skarga inspirował się podobnymi pracami, m.in. Wawrzyńca Suriusa (lat. Laurentius Surius). Szacuje się, że ok. 80% treści Żywotów... (wydanie z 1610) było kompilacją z dzieła Suriusa De probatis Sanctorum historiis.... Celem Skargi było stworzenie poczytnego utworu dla katolików – alternatywy dla Pisma Świętego, którego lektury w tym czasie katolickie władze nie popierały, co odróżniało je od protestanckich.
Żywoty... stały się niezwykle popularną książką, jedną z najpoczytniejszych książek polskich swej ery. Pierwsze wydanie z 1579 wyczerpało się już w roku 1583. Do roku 1644 ukazało się dwanaście wydań tego dzieła. Następne wydania ukazały się dopiero po roku 1700, na skutek nasycenia rynku i pojawienia się konkurencyjnych alternatyw. Książka ta była obowiązkową lekturą w kolegiach jezuickich i niektórych szkołach parafialnych (do okresu reform Komisji Edukacji Narodowej).
Poza walorami moralnymi, jednym z elementów popularności książki dla przeciętnego czytelnika mógł być szczegółowy opis tortur i umęczeń; inne to polityka dworska, międzynarodowa i opis egzotycznych krajów.
Twórczość Skargi była zachwalana za swoje walory językowe od okresu Oświecenia. Żywoty... bardzo cenił Adam Mickiewicz, który nazwał je „najpoetyczniejszym dziełem polskim”. Była to lektura popularna nie tylko wśród ludzi wykształconych, bowiem wraz ze wzrostem czytelnictwa młodzieży i uboższych warstw „Żywoty” stały się częścią kanonu ludowego, czytanego jako beletrystyka „wprowadzająca w świat książek” m.in. przez Wincentego Witosa, Stanisława Pigonia, Franciszka Bujaka, Władysława Korfantego czy Władysława Orkana. Jako jedna z najbardziej popularnych książek w języku polskim czytana „przez masy”. Janusz Tazbir zauważa, że było to dzieło znaczące, jeśli chodzi o utrzymanie polskości na terenach Śląska, Mazur i Pomorza.